# H.324
H.324 とは、アナログ電話回線上での音声/ビデオ/データ通信のためのITU-T推奨規格。転送には一般的な 33,600 bit/s のモデムを使い、ビデオコーデックとして H.263、音声コーデックとして G.723 を使う。Vialta Beamer BM-80 Phone Video Station など、いくつかのテレビ電話で使われている。
H.324 は3GPPが 3G-324M の一部として採用した（携帯電話網上のテレビ電話規格）。
デスクトップコンピュータ用の最初期のビデオ会議システムとして、Datapoint Corporation の MINX システムがあった。これは当初独自規格だったが、現在の（Datapoint からスピンオフした VUGATE が販売する）MINX システムは H.324 に準拠している（H.320 にも対応）。